# Pecineaga (gmina)
Pecineaga – gmina w Rumunii, w okręgu Konstanca. Obejmuje miejscowości Pecineaga i Vânători. W 2011 roku liczyła 3189 mieszkańców.